# Differenzkontrakt
Ein Differenzkontrakt (englisch contract for difference, kurz CFD) ist eine Form eines Total Return Swaps. Hierbei vereinbaren zwei Parteien den Austausch von Wertentwicklung und Erträgen eines Basiswerts gegen Zinszahlungen während der Laufzeit. Er reflektiert damit die (meist stark gehebelte) Kursentwicklung des zu Grunde liegenden Basiswertes. Eine hinterlegte Sicherheitsleistung (Margin) ist erforderlich.
Differenzkontrakte gehören zur Gruppe der derivativen Finanzinstrumente. Sie dienen einerseits zur Absicherung gegen Kursschwankungen (Hedging), können andererseits spekulativ eingesetzt werden, wobei über die Gefahr des Totalverlusts hinaus das Risiko von u. U. erheblichen Nachschusspflichten besteht. Nur für Privatkunden ist eine Nachschusspflicht seit dem 10. August 2017 durch eine Verfügung der BaFin ausgeschlossen. Der Ausschluss von Nachschüssen zwingt jedoch die CFD-Handelsplattformen, offene Positionen, bei denen aufgrund von ggf. nur kurzfristigen Kursschwankungen die vom Kunden hinterlegte Sicherheit verbraucht ist, sofort zu Lasten des Kunden zu schließen. Entsprechend steigt das Risiko des Totalverlusts.

## Geschichte
Differenzkontrakte kommen ursprünglich aus dem Investmentbanking. CFDs wurden 1974 in Großbritannien entwickelt, um Gold zu hebeln, und werden seit den frühen 1990er Jahren in großem Umfang gehandelt. Basierend auf Equity Swap hatten sie den Vorteil, auf Marge gehandelt zu werden und von der Stempelsteuer, einer Steuer im Vereinigten Königreich, befreit zu sein.
In den 1980er Jahren wurden sie bei der UBS in London entwickelt, um die britische Stempelsteuer zu umgehen. Diese sah für jede Aktientransaktion an der London Stock Exchange eine staatliche Abgabe in Höhe von 0,5 % vor. Die Konstruktion der Differenzkontrakte erlaubte jedoch einen außerbörslichen Handel zwischen zwei Parteien, wodurch die Steuer umgangen werden konnte.
Die Erfindung des CFD wird weithin Brian Keelan und Jon Wood, beide von UBS Warburg, bei ihrem Trafalgar House-Deal zugeschrieben.
Institutionelle Händler begannen, CFDs zu verwenden, um das Aktienengagement abzusichern und Steuern zu vermeiden. Mehrere Firmen begannen Ende der 1990er Jahre damit, CFDs bei privaten Händlern zu bewerben, und betonten ihre Hebelwirkung und ihren steuerfreien Status im Vereinigten Königreich. Eine Reihe von Dienstleistern erweiterte ihre Produkte über die Londoner Börse hinaus und umfasste globale Aktien, Rohstoffe, Anleihen und Währungen. Index-CFDs, die auf wichtigen globalen Indizes wie Dow Jones, S&P 500, FTSE und DAX basieren, gewannen sofort an Popularität.
Als außerbörslich gehandelte Produkte sind Differenzkontrakte bis heute deutlich weniger reguliert und standardisiert als börsengehandelte Wertpapiere. In den USA sind CFDs gemäß den Regeln der Aufsichtsbehörde Securities and Exchange Commission (SEC) verboten.

## Funktionsweise
Anleger und Anbieter (Market Maker) vereinbaren bei einem CFD, zum Beginn und Ende der Laufzeit Geld und einen als Basiswert (Underlying) bezeichneten Wertgegenstand (Aktie, Fremdwährung, Kryptogeld-Tokens etc.) miteinander zu tauschen. Bei einem „Long“-CFD erhält der Käufer des CFD also beispielsweise eine (virtuelle) Aktie zum Startzeitpunkt, der Anbieter hingegen eine Geld-Sicherheit vom Käufer. Zum Laufzeitende des CFD „verkauft“ der Anleger die Aktie zum aktuellen Börsenkurs zurück an den Anbieter, wobei der Börsen-Kaufpreis der zum Beginn der CFD-Laufzeit überreichten Aktie wieder abgezogen wird. Ebenso wird die Sicherheit, die der Käufer hinterlegt hat, zurückbezahlt. Ist die Aktie in der Zwischenzeit gestiegen, erlangt der Käufer eines „Long“-CFD einen entsprechenden Kursgewinn, andernfalls erleidet er einen Kursverlust. Beim „Short“-CFD ist es genau andersherum: Hier muss der CFD-Käufer zu Beginn eine virtuelle Aktie an den Anbieter liefern, die er später dann zurückkauft. Hier macht der CFD-Käufer einen Gewinn, wenn der Kurs in der Zwischenzeit gefallen ist.
Da die zum Start des Differenzkontrakts überreichte Geld-Sicherheit in der Regel viel niedriger liegt als der Wert der echten Aktie, handelt der Anleger mit einem entsprechenden Hebel. Hat die Aktie bei einem Long-CFD beispielsweise einen Wert von 66 Euro, wird aber nur ein Euro als Sicherheit (Margin) hinterlegt, beträgt der anfängliche Hebel (Leverage) entsprechend 66. Steigt die Aktie während der Laufzeit des CFD um nur einen Euro, entspricht das einem Kursgewinn von (67 Euro - 66 Euro) / 66 Euro = 1,5 %. Der CFD gewinnt jedoch um einen Euro an Wert, entsprechend einem Gewinn von 100 %. Fällt jedoch der Basiskurs der Aktie um einen Euro, verliert der Anleger bereits seinen kompletten Einsatz, also 100 %.
Fällt der Basiskurs noch weiter, entstehen für den Anleger erhebliche Nachschusspflichten.
Gegenüber Privatanlegern schließen die meisten CFD-Anbieter inzwischen Nachschusspflichten aus, indem sie Positionen automatisch schließen, wenn die Sicherheit verbraucht ist. Dies erhöht jedoch das Totalverlustrisiko für den Anleger, da schon kurzzeitige, rein vorübergehende Kursschwankungen zum zwangsweisen Exit aus einer gehaltenen Position und damit zum Totalverlust der eingesetzten Sicherheit führen.
Mit Differenzkontrakten können Anleger sowohl auf steigende als auch auf fallende Kurse setzen (siehe auch Long- und Short-Positionen). Im Unterschied zu Futures haben Differenzkontrakte keine normierte Laufzeit oder Kontraktgröße und können von den Kontrahenten frei verhandelt werden. Daher besteht noch mehr als bei standardisierten Anlageformen (Anleihen, Aktien, Optionsscheinen) die Gefahr, dass der Anleger die genauen Konditionen nicht versteht, und deswegen für ihn unvorteilhafte Anlageentscheidungen trifft. Übersichtlich gestaltete Handels-Software und -Apps zahlreicher Broker machen gerade Anlage-Neulingen den Einstieg einfach, von denen aber 90 % scheitern.

### Kosten
Beim Handel mit CFDs können folgende Kosten entstehen:
- Transaktionskosten, insbesondere Handelsgebühren
- Geld-Brief-Spanne (Spread)
- Kontoführungsgebühren,
- Zinsen, wenn Positionen über längere Zeiträume gehalten werden, da es sich um ein gehebeltes Geschäft handelt.

Die Kostenangaben bei CFDs beziehen sich auf den gehebelten Gesamtbetrag. In einem Vergleich des CFD-Brokers Onvista von deutschen Anbietern vom August 2009 lag die Sicherheitsleistung abhängig von Basiswert und Anbieter zwischen 0,5 und 100 Prozent, die Finanzierungskosten bei 0 bis 12 Prozent p. a. (Aufschlag bzw. Abschlag gegenüber dem Kapitalmarktzins) und die Kommissionen bei bis zu 0,2 Prozent. Bezogen auf die Sicherheitsleistung, betrugen die laufenden Finanzierungskosten dann bis zu 2.400 Prozent p. a.

### Risiken
Da CFDs in der Regel gehebelte Geschäfte sind, können schon in kurzer Zeit sehr hohe Verluste entstehen, die sogar weit über den anfänglichen Einsatz hinausgehen können. Selbst, wenn ein Broker Positionen, bei denen die Sicherheit verbraucht ist, automatisch schließt, besteht die Gefahr, dass das Schließen just zu einem Zeitpunkt passiert, wo der Basiswert an den Börsen extreme Kurssprünge vollführt und das eigentliche Exit-Geschäft zu einem viel schlechteren Kurs als dem jeweiligen Stop-Kurs abgerechnet wird. Dann muss der Anleger über sein hinterlegtes Kapital hinaus noch Geld nachschießen.
Im außerbörslichen Handel mit Differenzkontrakten können die gestellten Kurse daher – auch zum Nachteil des Kunden – von denen an der Referenzbörse abweichen. Dies birgt das Potential, Aufträge von Kunden zu einem wesentlich ungünstigeren Kurs auszulösen, um dadurch mit einer erhöhten Gewinnspanne ein Gegengeschäft einzugehen.
CFD-Broker sind zwar gehalten, Kundengelder und eigene Gelder auf getrennten Konten zu halten, so dass selbst im Fall einer Insolvenz die Auskehrung der Kundengelder gesichert wäre. Allerdings sichern sich viele CFD-Broker nicht oder nur teilweise mit Kompensationsgeschäften an der echten Börse ab. Dadurch besteht die Gefahr, dass einzelne Großkunden oder eine Gruppe von kleineren Kunden erfolgreich gegen den CFD-Broker wettet und dieser auch auf Seiten der Kundengelder ins Obligo gerät.

## Kritik
Wegen der hohen Verlustrisiken kritisieren die europäischen Aufsichtsbehörden für Wertpapiere und Banken CFDs als hoch spekulativ und raten unerfahrenen Klein- und Privatanlegern davon ab. Mit einer Allgemeinverfügung beschränkte die Bundesanstalt für Finanzdienstleistungsaufsicht zum 1. August 2019 die Vermarktung, den Verkauf und den Vertrieb von finanziellen Differenzkontrakten an Kleinanleger in Deutschland. Diese sind nur noch erlaubt, wenn die Anbieter die folgenden Bedingungen erfüllen:
- Initial-Margin-Schutz
- Margin-Glattstellungsschutz
- Ausschluss von Nachschusspflichten
- Bonusverbot
- Verpflichtende Risikowarnung

Im Rahmen der Insolvenz des CFD-Brokers FXdirekt im Jahr 2012 diskutierten unter anderen das ARD-Börsenportal und die Wirtschaftswoche die Seriosität dieser Anlageform. BaFin und Staatsanwaltschaft seien damit überfordert, das unseriöse Gebaren nachzuweisen. Oberstaatsanwalt Bernhard Englisch hatte auf Anzeigen von Kunden gegen den Broker geantwortet, es handle sich um aufsichtsrechtlich genehmigte Tätigkeiten, die aber im Grunde ähnlich wie im lizenzierten Glücksspiel auf Dauer nur auf Seiten der Bank zu Gewinnen führen könnten. Bei der Entschädigungseinrichtung der Wertpapierhandelsunternehmen läuft seit dem 22. Januar 2013 die Abwicklung der Entschädigungsfälle für Gläubiger, die bis zu 20.000 € pro Person beträgt. Das Börsenportal der ARD stellte die Frage, wie überhaupt die weißen Schafe gefunden werden könnten, und zog das Fazit, Sparer und Anleger sollten die Finger davon lassen.
Schon zuvor war der unregulierte Handel kritisiert worden. FXdirekt bot daher seit Frühjahr 2009 bis zu seiner Insolvenz Ende 2012 in Zusammenarbeit mit der Bayerischen Börse einen überwachten Handel mit CFDs an. Aber auch dieses Angebot stand von Anfang an in der Kritik. Es bot keinen Börsenhandel, sondern bestand lediglich aus dem nachträglichen Versand von Kursen des gewöhnlichen außerbörslichen CFD-Handels an Mitarbeiter der Handelsüberwachung der Bayerischen Börse, zudem gegen eine zusätzliche Gebühr.

## Steuerliche Behandlung
In Deutschland fallen seit Anfang 2009 auch alle Gewinne aus CFDs unter die Abgeltungsteuer. Bis zum 31. Dezember 2008 galt für CFDs nicht das Halbeinkünfteverfahren nach § 3 Nr. 40 EStG, sondern entsprechend Termingeschäften unterlagen sie § 23 Abs. 1 Nr. 4 EStG.
Meistens werden die Geschäfte jedoch von internationalen CFD-Brokern betrieben, sodass die rechtliche Kontoführung in deren Zentrale außerhalb Deutschlands liegt. In diesen Fällen muss der Anleger seine Gewinne eigenverantwortlich in seiner persönlichen Steuererklärung angeben. Ab  dem Veranlagungszeitraum 2021 durften Verluste aus Termin- und CFD-Geschäften gem. § 20 Abs. 6 EStG nur noch bis zu einer Höhe von 20.000 Euro mit entsprechenden Gewinnen verrechnet werden. Mit dem Jahressteuergesetz 2024 wurde beschlossen, dass die Verlustverrechnungsbeschränkung für Termingeschäfte wieder entfällt.

## Abgrenzung zu Optionsscheinen, Futures und Hebelzertifikaten
Auch mit Optionsscheinen, Futures und Hebelzertifikaten können Basiswerte mit hohem Hebel gehandelt werden. Es gibt jedoch einige wesentliche Unterschiede:
- Im Gegensatz zu CFDs ist der Wert von Optionsscheinen nicht nur vom aktuellen Kurs, sondern auch von der Restlaufzeit und Volatilität des Basiswerts abhängig. Letztere geben die Chance/das Risiko an, dass der Basiswert im Laufe der Zeit bis zum Optionstermin weiter steigt/sinkt. In der Folge verlieren Optionsscheine nicht sofort ihren kompletten Wert, wenn der vereinbarte Bezugspreis des Basiswerts zeitweilig unterschritten wird (Call-Option) bzw. der vereinbarte Verkaufspreis zeitweilig überschritten wird (Put-Option).
- Erst, wenn zum vereinbarten Einlösezeitpunkt der Kurs des Basiswerts immer noch unter (Call-Option) bzw. über (Put-Option) dem vereinbarten Referenzkurs liegt, wird der Optionsschein wertlos. Es gibt dann jedoch keine Nachschusspflichten, weil die Option in diesem Fall automatisch nicht ausgeführt wird.
- Futures oder Terminkontrakte vereinbaren das Recht und die Pflicht, zu einem bestimmten Termin ein bestimmtes Wirtschaftsgut (Kohle, Öl, Eisen, Strom etc.) oder ein Wertgut (Aktie, Devisen etc.) zu einem vorbestimmten Preis zu kaufen oder zu liefern. Zur Absicherung gegen Kurs- bzw. Wertschwankungen sind von Privatanlegern auch bei Futures gegenüber dem Broker entsprechende Sicherheiten als Margin zu hinterlegen, so dass bei kleinen Sicherheiten die Hebel entsprechend groß sind. Werden die Kursschwankungen zu stark, kommt es entsprechend ähnlich wie bei CFDs zu Nachschusspflichten und/oder dem automatischen Schließen von Positionen (Knock Out). Anders als CFDs sind Futures aber börsengehandelt, so dass sich zwischen Anbietern eines Guts und Nachfragern eines Guts ein entsprechender Erwartungspreis bildet, der übliche Preisschwankungen mit abbildet. Zum Beispiel ist Weizen zum Winterende i. d. R. teurer als kurz nach der Ernte im Herbst.
- CFDs sind im Gegenzug zu Optionen und Futures unregulierte Derivate und werden nur über sogenannte „Black Pools“ oder OTC („over the counter“) gehandelt, nicht jedoch an Börsen. Die Gegenpartei (also Broker oder Bank) bestimmt die Kurse für den Kunden, nicht Angebot und Nachfrage.
- Sehr ähnlich den CFDs sind jedoch Hebelzertifikate. Statt eine Margin zu hinterlegen, muss vom Anleger der aktuelle Wertpapierpreis bezahlt werden. Dieser wird vom Emittenten jedoch zum Teil über einen Wertpapierkredit finanziert. Im Gegenzug sichert sich der Emittent durch eine Knock-Out-Barriere ab, bei der das Zertifikat wertlos wird. Eine Nachschussmöglichkeit oder -pflicht besteht hier nicht.